# Lophonotidia
Lophonotidia is een geslacht van vlinders van de familie uilen (Noctuidae), uit de onderfamilie Agaristinae.

## Soorten
- L. melanoleuca Janse, 1937
- L. nocturna Hampson, 1901